# Tomáš Bábek
Tomáš Bábek (Brno, 4 giugno 1987) è un pistard ceco, campione europeo del keirin nel 2016 e del chilometro a cronometro nel 2020.

## Carriera
Attivo tra gli Elite/Under-23 su pista dal 2007, rappresenta la Rep. Ceca ai Giochi olimpici di Pechino 2008, dove gareggia nella prova di velocità a squadre in terzetto con Adam Ptáčník e Denis Špička, piazzandosi undicesimo.
Nel 2016 a Saint-Quentin-en-Yvelines vince il titolo europeo del keirin e la medaglia di bronzo nel chilometro a cronometro. Ai successivi campionati del mondo 2017 a Hong Kong si aggiudica la medaglia d'argento ex aequo con Quentin Lafargue nel chilometro a cronometro e il bronzo nel keirin.
Ai Giochi europei di Minsk 2019 conquista quindi la medaglia d'oro nel chilometro a cronometro, precedendo sul podio l'italiano Francesco Lamon e il polacco Krzysztof Maksel. L'anno dopo, agli europei di Plovdiv 2020, vince la medaglia d'oro nel chilometro a cronometro, precedendo il britannico Ethan Vernon e l'italiano Jonathan Milan, e l'argento nella velocità a squadre, gareggiando in squadra con Dominik Topinka e Martin Čechman.

## Palmarès

### Pista
- Mondiali

Hong Kong 2020: argento nel chilometro a cronometro; bronzo nel keirin;
- Giochi europei

Minsk 2019: oro nel chilometro a cronometro
- Europei

St. Quentin-en-Yvelines 2016: oro nel keirin; bronzo nel chilometro a cronometro
Plovdiv 2020: oro nel chilometro a cronometro; argento nella velocità a squadre;
- Europei Juniores e U23

Pruszków 2008: bronzo nel chilometro a cronometro Under-23